# Facultad de Humanidades, Artes y Ciencias Sociales (UADER)
La Facultad de Facultad de Humanidades, Artes y Ciencias Sociales es una de las cuatro facultades de la Universidad Autónoma de Entre Ríos. Funciona en cuatro sedes en la provincia de Entre Ríos: Concepción del Uruguay, Concordia, Gulaguaychú y una extensión aulica en Federación. Cuenta con 36 carreras de pregrado y grado.  

## Historia
La Facultad aparece junto con la creación de la UADER en el año 2000. Se crea sobre la base de Escuelas Normales e Institutos de Formación Docente y Técnicos de Nivel Superior No Universitario de la Provincia de Entre Ríos. Entre los que se pueden nombrar a:  
- Instituto de Enseñanza Superior de Concepción del Uruguay,
- Instituto de Enseñanza Superior de Paraná
- Escuela Normal “José M. Torres” y su Jardín de Infantes de Paraná
- Escuela Normal Rural “Juan B. Alberdi” de Oro Verde
- Escuela Normal Rural “Almafuerte”

## Carreras

### De grado
- Licenciatura en Lenguas Extranjeras
- Licenciatura en Pedagogía
- Licenciatura en Artes Visuales
- Licenciatura en Psicología
- Licenciatura en Canto Popular
- Licenciatura en Interpretación Instrumental
- Licenciatura en Canto Lírico
- Licenciatura en Historia
- Licenciatura en Filosofía
- Licenciatura en Geografía
- Licenciatura en Ciencias Sociales
- Profesorado de Educación Primaria con Orientación Rural
- Profesorado de Educación Inicial con Orientación Rural
- Profesorado Universitario
- Profesorado en Artes Visuales
- Profesorado en Canto Lírico
- Profesorado Universitario de Educación Especial
- Profesorado en Historia
- Profesorado en Inglés
- Profesorado de Instrumento
- Profesorado en Italiano
- Profesorado Universitario en Música
- Profesorado en Portugués
- Profesorado de Teatro
- Profesorado en Psicología
- Profesorado de Educación Primaria
- Profesorado en Lengua y Literatura
- Profesorado de Educación Inicial
- Profesorado en Geografía
- Profesorado en Filosofía
- Profesorado en Francés
- Profesorado en Ciencias Sociales
- Traductorado en Inglés
- Traductorado en Portugués
- Traductorado Público en Italiano
- Traductorado en Francés

### De pregrado
- Tecnicatura en Cerámica
- Tecnicatura en Escultura
- Tecnicatura en Grabado
- Tecnicatura en Pintura
- Tecnicatura Universitaria en Psicogerontología
- Tecnicatura Instrumentista Musical
- Tecnicatura en Canto Lírico
- Tecnicatura Universitaria en Acompañamiento Terapéutico

## Autoridades
- Decano: Mg. María Gracia Benedetti
- Vice Decano: Lic. Daniel Richar
- Secretaria Académica: Prof. Marcela Cicarelli
- Secretario de Investigación y Posgrado: Lic. Javier Ríos
- Secretario de Extensión Universitaria y Derechos Humanos: Lic. Agustín Guilleron
- Secretaria de Comunicación Institucional: Lic. Laura Benetti